# تپه گوران

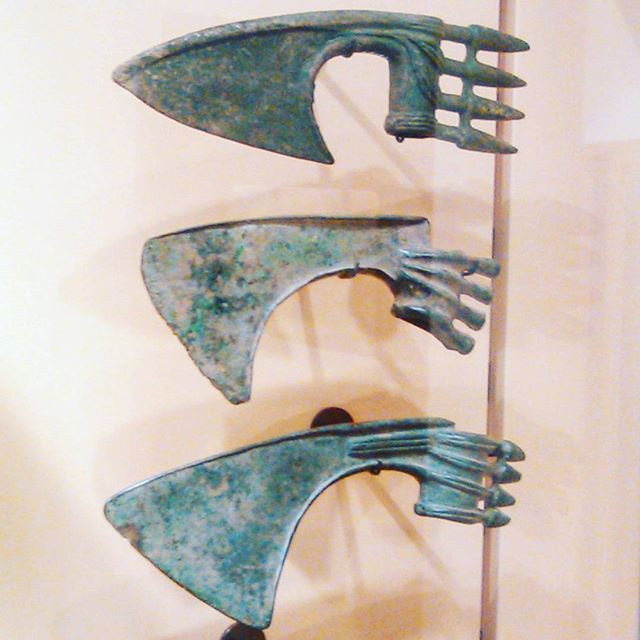

تپه گوران مربوط به عصر مس و سنگ - عصر مفرغ است و در شهرستان گیلانغرب، بخش مرکزی، دهستان دیره، ۱/۵ کیلومتری شمال روستای نسار دیره واقع شده و این اثر در تاریخ ۲۶ اسفند ۱۳۸۷ با شمارهٔ ثبت ۲۵۴۵۰ به‌عنوان یکی از آثار ملی ایران به ثبت رسیده است.
این تپه در ۶۰ کیلومتری جنوب‌شرقی کرمانشاه (شهرستان گیلانغرب) است. ساخت ابزارهای تولید کشاورزی، خانه‌های گلی با خشت‌های دست‌ساز، استفاده از ظروف سفالی، دفن اموات در مناطق مسکونی از یافته‌های این منطقه‌است.
در حدود ۸٬۰۰۰ سال پیش از میلاد وجود مدارک و شواهد از گسترش روستاها، زندگی بر پایه کشاورزی و دامپروری در محدوده کوه‌های زاگرس و مناطقی مثل سراب، تپه گوران و علی کش ثابت شده است. مورتن سن در سال ۱۹۶۲ این تپه را حفاری کرده و ۲۱ طبقهٔ باستانی را در آن مشخص کرد. در این حفاری از سه طبقهٔ اول سفال به دست نیامد، ولی آثاری از کلبه‌های موقت چوبی وجود داشت که نشان می‌داد از این محل ابتدا برای استقرار فصلی استفاده می‌شده است و به تدریج انسان در آنجا به طور دائم مستقر شده و یکی از قدیمی‌ترین روستاها را ایجاد کرده است.